# Fort Atlantic
I Fort Atlantic sono un gruppo musicale americano nato nel 2010 nella città di Portland, in Oregon.

## Storia
Jon Black ha fondato i Fort Atlantic nel 2010 dopo lo scioglimento di un'etichetta discografica da lui posseduta e gestita con sede ad Atene, in Georgia. Black ha iniziato a registrare le prime canzoni in uno studio casalingo e, insieme al batterista Josh Cannon, hanno lavorato per esibirsi dal vivo. I Fort Atlantic hanno pubblicato tre EP tra il 2010 e il 2011, dopodiché Black ha collaborato con il produttore Tom Schick per la pubblicazione di un album completo. Nel 2012, i Fort Atlantic hanno firmato con l'etichetta discografica Dualtone Records e ha pubblicato un LP omonimo. L'album ha raggiunto la 32ª posizione nelle classifiche di Billboard Heatseekers. Oltre ai formati CD e digitali, l'album è stato pubblicato anche come cartuccia Nintendo . Alcune canzoni dell'album omonimo, "Fort Atlantic", sono state utilizzate in un episodio della sesta stagione di Californication e in un episodio dell'ottava stagione di How I Met Your Mother . Dopo l'uscita dell'album, la band si è esibita al Bonnaroo Music Festival .

## I membri del gruppo
Attuale
- Jon Black - voce, chitarre, tastiere, sintetizzatori, programmazione
- Gus Berry - chitarre, tastiere, voce
- Tim Coulter - basso, chitarre, voce, sintetizzatori
- Evan Railton - batteria, percussioni, programmazione, sintetizzatori

Ex membri
- Josh Cannon - batteria, percussioni, programmazione, sintetizzatori

## Discografia
- Fort Atlantic ( Dualtone Records, 2012)
- Shadow Shaker vol. 1 ( Hot Garbage, 2017)[10]